# Audrey Mbugua
Audrey Mbugua, née en 1984 à Ndumberi (en) (Kenya), est une activiste transgenre kényane ayant remporté un certain nombre d'affaires judiciaires de défense des droits des personnes transgenres.

## Biographie

### Jeunesse et formation
Audrey Mbugua Ithibu naît en 1984 à Ndumberi (en) à 3 km de Kiambu au Kenya,.
Elle fréquente le lycée de garçons de Kiambu (en) à Kiambu de 1998 à 2001, puis étudie l'ingénierie biomédicale à l'université de Maseno de 2003 à 2007,.
En 2004, à l'université, elle commence à s'approprier des actes féminins, amenant sa famille et ses amis à prendre leurs distances et à se moquer d'elle. Lorsqu'elle obtient son diplôme, elle lutte contre la dépression et, après une tentative de suicide, consulte un psychiatre qui identifie un cas de trouble de l'identité de genre, l'envoyant à l'hôpital de Kenyatta (en) pour suivre une thérapie de changement de sexe.
En mars 2009, après une série d'évaluations par plusieurs médecins, elle est censée subir une opération de changement de sexe mais le directeur de l'hôpital déclare avoir reçu un appel du ministre de la Santé kényan Peter Anyang' Nyong'o le jour de l'opération lui demandant de l'annuler, en raison d'un cas de 1989 qui avait donné beaucoup de fil à retordre à l'État. Après plusieurs visites infructueuses avec le directeur des services médicaux, elle décide d'écrire une lettre au ministre de la Santé en 2011, qui transfère le dossier à l'hôpital de Kenyatta. À la suite de nombreux échanges, l'hôpital lui annonce le 4 septembre 2012 que l'opération ne peut avoir lieu du fait qu'elle est transgenre et non hermaphrodite.

### Activisme et carrière
En 2008, elle s'identifie comme une femme et entame une longue procédure judiciaire pour changer de nom (passant d'Andrew à Audrey). Elle demande une nouvelle carte d'identité en 2013.
En juillet 2014, la Haute Cour du Kenya ordonne au gouvernement kényan d'enregistrer son groupe de lobby transgenre, le Transgender Education and Advocacy, fondé en décembre 2008, affirmant que le refus d'enregistrement de la part du gouvernement n'a pas de base juridique,,.
En octobre 2014, la Haute Cour du Kenya ordonne au Conseil national de l'éducation du Kenya de supprimer la mention du sexe masculin et de changer le prénom sur ses certificats d'études,,. En effet, depuis sa transition, le fait que ses certificats d'études ne reflètent pas son genre l'empêche d'être employée. En juillet 2019, la cour d'appel confirme la décision prise par la Haute Cour.
En 2014, elle est nommée pour le prix Tulipe des droits de l'homme (en), décerné par le ministère néerlandais des Affaires étrangères, pour son travail innovant et courageux.
En 2018, le gouvernement kényan est condamné par la Haute Cour à verser 30 millions de shillings kényans à cinq femmes transgenres (dont Audrey Mbugua) pour leur avoir refusé leur changement de nom et couvrir les frais de justice. Une ordonnance est également rendue pour procéder aux changements de nom souhaités.
Elle est la première femme transgenre du Kenya à changer légalement son nom dans les documents officiels. Son groupe Transgender Education and Advocacy est la première association à but non lucratif sur la transidentité au Kenya.